# Yuanhang Y6
Der Yuanhang Y6 ist eine batterieelektrische Limousine des chinesischen Herstellers Yuanhang, einer Tochtergesellschaft der Dayun Group.

## Beschreibung
Der Y6 wurde erstmals bei der Markteinführung der Marke Yuanhang auf der Chengdu Auto Show 2022 vorgestellt, bevor er im August auf der Chengdu Auto Show 2023 offiziell vorgestellt wurde und nach Produktionsbeginn am 8. November am 18. Dezember 2023 in den Handel kam.
Das Fahrzeug basiert auf Yuanhangs BHD-Plattform (Beyond the Horizon of Drive) für Elektrofahrzeuge, die gemeinsam von Bosch und Huawei entwickelt wurde. Das Äußere hat ein kühlergrillloses Design und eine Fastback-Form, gepaart mit rahmenlosen Türen und versteckten Türgriffen.
Der Innenraum verfügt über ein vertikales 17,4-Zoll-Infotainment-Display in der Mittelkonsole, ein 12,3-Zoll-Digitalinstrument und ein 70-Zoll-Augmented-Reality-Head-up-Display, allesamt mit Alibaba. Die von der Alibaba Group entwickelte Software AliOS läuft auf einem Qualcomm Snapdragon 8155 SoC. Das Auto verfügt über ein  3,2 m² großes Panorama-Schiebedach mit zwei Paneelen, wobei das hintere Paneel bis zum hinteren Teil der Kabine reicht und als Heckscheibe dient. Das Soundsystem verfügt über 19 Lautsprecher; optional ist ein System mit 27 Lautsprechern erhältlich. Die äußeren Rücksitze lassen sich elektrisch in der Neigung verstellen. Der mittlere Rücksitz lässt sich zu einer Armlehne umklappen, die ein kabelloses Ladegerät und ein Touchscreen-Display zur Steuerung von Klimaanlage, Sitzfunktionen und Medien enthält.
Der Y6 unterstützt Schnellladen und benötigt 30 Minuten, um von 20 % auf 80 % zu laden. Optional ist ein V2L-System mit bis zu 3,3 kW Leistung erhältlich.

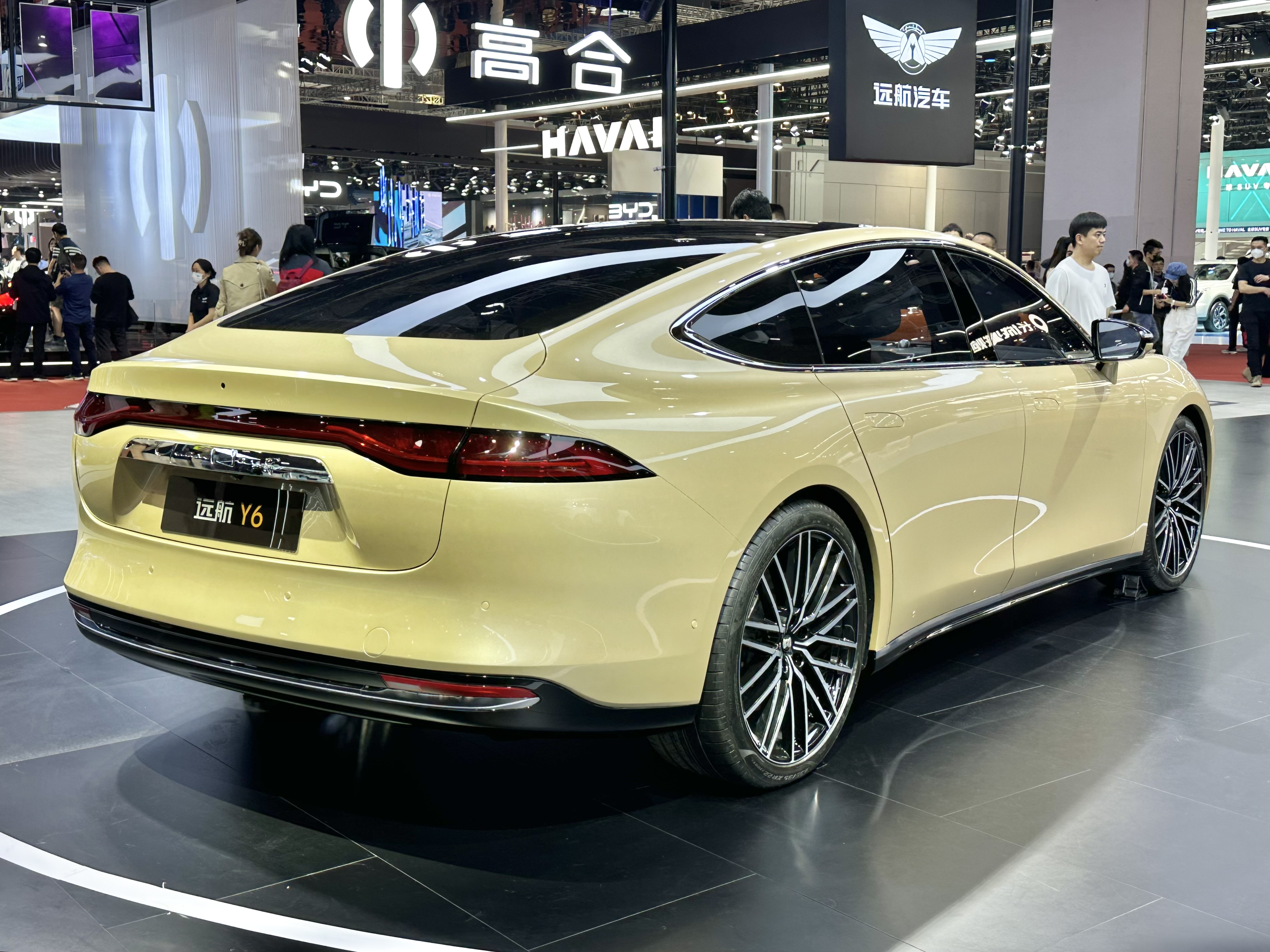
Heckansicht

## Antrieb
Der Y6 ist ausschließlich mit batterieelektrischem Antrieb und 800-V-Architektur sowohl mit Hinterrad- als auch mit Allradantrieb erhältlich. Die Modelle mit Hinterradantrieb werden von einem Elektromotor mit 340 PS und 400 Nm Drehmoment angetrieben. Die Allradmodelle verfügen über einen Frontmotor mit zusätzlichen 340 PS und 345 Nm Drehmoment.
Anfangs wurden beide Antriebe mit zwei NMC-Batteriepaketen angeboten: einem von Farasis gelieferten 88,42-kWh-Paket mit einer Reichweite von 720 km oder 620 km (Heck- bzw. Allradantrieb) oder ein 98-kWh-Akku von Eve Energy mit einer Reichweite von 810 bzw. 720 km (Heck- bzw. Allradantrieb). Für das Modelljahr 2024 wurde eine neue Heckantriebskonfiguration mit einem 81,1-kWh-NMC-Akku von Eve Energy angeboten, der eine Reichweite von 660 km ermöglicht.
Alle Versionen des Y6 erreichen eine Höchstgeschwindigkeit von 205 km/h. Alle Varianten mit Hinterradantrieb beschleunigen von 0 auf 100 km/h in 5,9 Sekunden, die Allradvarianten in 3,2 Sekunden.
Zur Markteinführung wurde die Topversion des Y6 mit einer auf 707 PS gesteigerten Allradversion mit einem 150-kWh-Akku angeboten, der eine CLTC-Reichweite von 1020 km ermöglichte. Für das Modelljahr 2024 war dieser Akku jedoch nicht mehr erhältlich.